# Okuliermesser

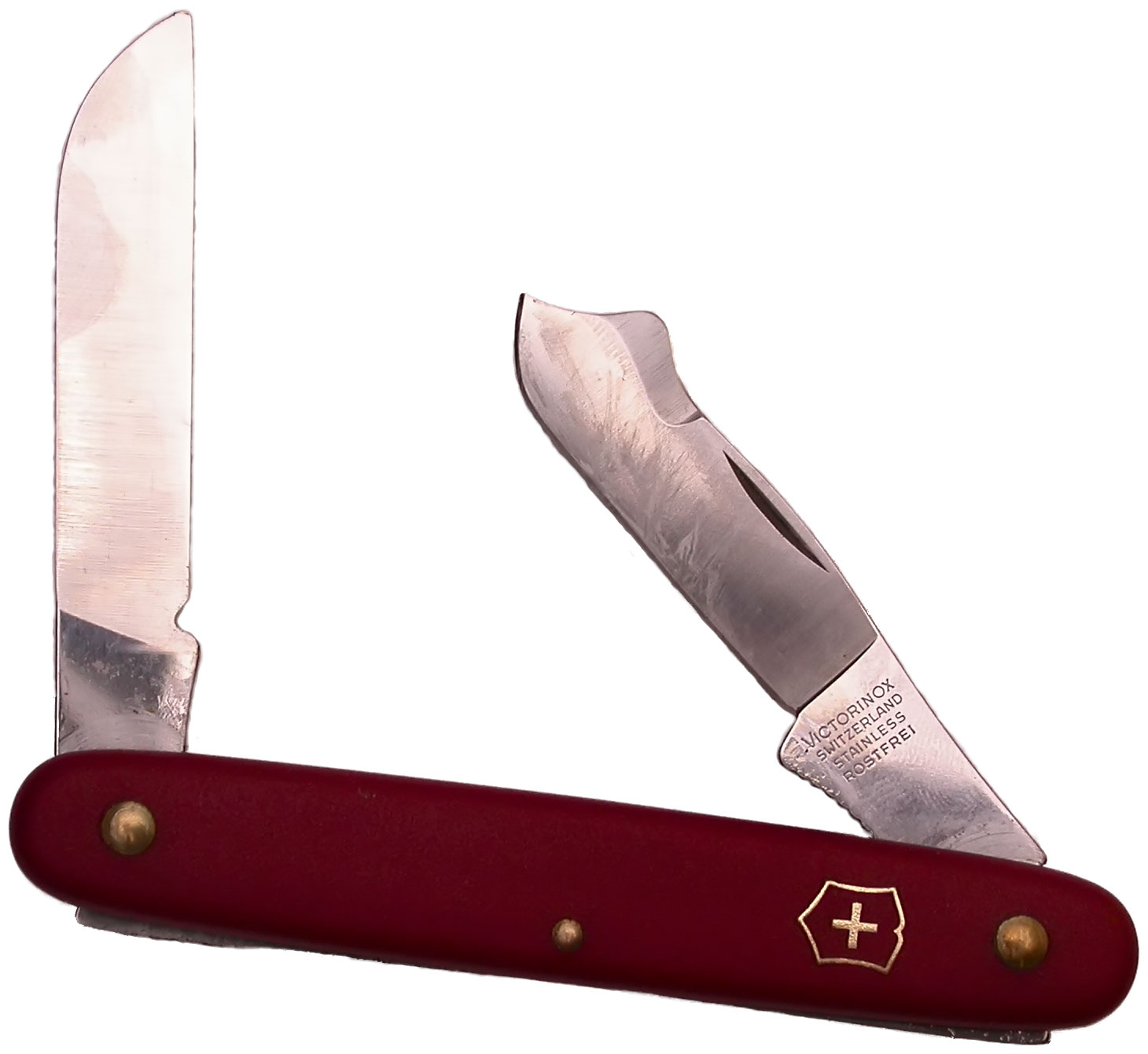
Typisches Okuliermesser mit zwei Klingen, links eine Standard-Arbeitsklinge, rechts die Okulierklinge mit der Lasche zum Lösen der Rinde (auf der Rückseite)

Ein Okuliermesser ist ein spezielles Messer, mit zumindest einer extrem scharfen Klinge, welches im Gartenbau und im Baumschulwesen zur Veredelung von Pflanzen eingesetzt wird. 
Typisch ist die Ausführung als klappbares Taschenmesser mit zwei Klingen, meist zwischen 50 und 60 mm lang.
Als Material kommt nur hochwertiger Edelstahl zum Einsatz, um einerseits eine leichte Desinfektion zu ermöglichen und andererseits hohe Standzeiten selbst beim Schneiden von verholzten Pflanzenteilen zu gewährleisten.
Eine Klinge ist häufig eine robuste Arbeitsklinge und dient zum groben Zurechtschneiden der Pflanzenteile. Ihr Schliff (die Herstellung der notwendigen Schärfe mit einem Messerschärfer) erfolgt symmetrisch auf beiden Seiten und ist weniger auf extreme Schärfe, denn auf lange Standzeit ausgelegt. Die zweite Klinge (die eigentliche Okulierklinge) besitzt eine sehr scharfe Schneide und auf der Gegenseite den Rindenlöser. Diese Zunge besitzt keine scharfen Kanten und wird zum Lösen der Rinde verwendet, etwa beim Okulieren oder auch beim seitlichen Anplatten, ohne hierbei das empfindliche Kambium zu verletzen. 
Die Okulierklinge ist einseitig geschliffen, und zwar so, dass beim Kopulationsschnitt die flache Seite in Richtung Edelreis bzw. Unterlage zeigt und die angeschliffene Seite in Richtung Abschnitt. Dies erleichtert das Anbringen einer planen Schnittfläche, was letzten Endes dem schnellen und sauberen Verwachsen zugutekommt. Aus diesem Grund sind unterschiedlich geschliffene Okuliermesser speziell für Rechts- oder für Linkshänder notwendig.